# Mads Duedahl
 Der er for få eller ingen kildehenvisninger i denne artikel, hvilket er et problem. Du kan hjælpe ved at angive troværdige kilder til de påstande, som fremføres i artiklen.

Mads Duedahl (født 14. august 1984 i Vejle) er en dansk politiker, der siden 2022 har været Regionsrådsformand for Region Nordjylland. Duedahl er Region Nordjyllands første borgerlige regionsrådsformand og kom til magten ved en konstitueringsaftale mellem Venstre, Konservative, Nye Borgerlige og Dansk Folkeparti. Indtil da havde Duedahl siden 1. januar 2010 siddet i Aalborg Byråd, hvor han var rådmand for Venstre. Fra 2014 var han rådmand for Aalborg Kommunes Sundheds- og Kulturforvaltning. Duedahl er tidligere medlem af Venstres hovedbestyrelse.
Duedahl er født i Vejle, men opvokset i Skovsgård. Han er student fra Fjerritslev Gymnasium (2004) og cand.scient.adm. fra Aalborg Universitet (2013). Efter endt studie var Mads Duedahl en kortere periode ansat med løntilskud som Sundheds- og frivillighedskonsulent i Jammerbugt Kommune, inden han blev udpeget som rådmand.
Duedahl er tidligere formand for Venstres Ungdoms lokalforening i Aalborg, og i 2011 blev han valgt som landskasserer for Venstres Ungdoms Landsorganisation.
Privat er Duedahl bosiddende i Aalborg sammen med sin hustru, Anna, og parrets to børn.

## Bestyrelsesposter og tillidshverv
Bestyrelsesmedlem i Musikken Hus, 2014-
Bestyrelsesmedlem i Utzon Fonden, 2014-
Næstformand i Aalborg Integrationsråd, 2014-
Medlem af Aalborg Uddannelsesråd, 2014-
Formand for Den Nordjyske Kulturaftale, 2014-
Bestyrelsesmedlem for I/S Reno Nord, 2009-2014
Næstformand for Aalborg Ungdomsskole, 2009-2014
Landskasserer i Venstres Ungdom, 2010-2011
Medlem af Venstres Hovedbestyrelse, 2010-2011
Formand for Venstres Ungdom i Aalborg, 2008-2010